# Giuseppe Burtone
Giuseppe Burtone, nome di battaglia Capitano Morello (Militello in Val di Catania, 14 ottobre 1920 – Militello in Val di Catania, 26 marzo 2009), è stato un militare, partigiano, politico e magistrato italiano.

## Biografia
Nato a Militello val di Catania, figlio unico di Giovanni Burtone e Agata Fucile, si trasferì giovanissimo a Catania per gli studi di maturità classica seguiti dall'iscrizione alla facoltà di Giurisprudenza dell'Università degli Studi di Catania. Durante la carriera universitaria, all'indomani dell'ingresso dell'Italia alla Seconda guerra mondiale, fu chiamato alle armi e assegnato all'82º Reggimento fanteria "Torino" con sede a Civitavecchia. Nel luglio 1941, dopo esser stato nominato sottotenente, fu trasferito in zona d'operazione in Albania e successivamente in Montenegro.
Nel 1942 ritornò in Italia e fu promosso tenente esplicando il suo ruolo a Perugia e a L'Aquila. Nel frattempo le vicende belliche evolsero con lo Sbarco in Sicilia degli Alleati nel luglio 1943 e il 25 dello stesso mese avvenne l'arresto di Benito Mussolini e la sua sostituzione con il generale Pietro Badoglio. L'arresto del duce sembrò potesse significare un ritorno a casa per il giovane Burtone, ma il tenente fu trasferito in Piemonte nella Provincia del Verbano-Cusio-Ossola.

### Nella resistenza
L'8 settembre il generale Badoglio comunicò l'armistizio tra Italia e Alleati seguito dal trasferimento del Re e degli altri membri del Governo in Puglia sotto protezione angloamericana generando il caos in tutto il Paese. La condotta dello Stato italiano favorì l'occupazione tedesca nel Nord e nel centro dell'Italia e migliaia di militari italiani furono uccisi o fatti prigionieri dai nazisti. Giuseppe Burtone tentò di ritornare a casa, ma fu fermato da truppe naziste alla stazione di Milano e dopo essere stato picchiato fu aggregato alla lunga fila di prigionieri.
Provvidenziale fu un bombardamento che colpì la città lombarda in quell'istante che permise la fuga del Capitano Morello fino alla Valle Anzasca grazie all'aiuto di un ferroviere e alla generosità dei contadini che incontrò nelle campagne. Il ritorno nella valle piemontese, dove aveva svolto il suo mandato militare, fu ben accolto dalla popolazione del luogo, Burtone iniziò a raggruppare e riorganizzare un gruppo partigiano che visse i suoi primi mesi sulle montagne tra la Svizzera e la valsesia. Al raggiungimento di un buon numero di partigiani e di una soddisfacente preparazione militare il Capitano Morello avviò i contatti con Alfredo Di Dio per affiliarvi il proprio gruppo. L'incontro con il comandante Di Dio fu commovente "C'è un altro siciliano con me, esclamò Alfredo Di Dio e mi abbracciò".
Il Morello fece parte così del "Gruppo Patrioti Ossola" con il ruolo di ufficiale. La Val d'Ossola rappresentò una zona importantissima durante il conflitto mondiale perché i tedeschi convertirono le numerose industrie locali in belliche e perché sito di collegamento tra Italia e Germania tramite le linee ferroviarie. Per l'importanza strategica, nel giugno 1944, l'area occupata dal "Gruppo Patrioti Ossola" fu investita da un clima di terrore per stroncare il movimento di liberazione. Tuttavia, nonostante le numerose perdite e le atrocità commesse nei confronti dei partigiani e dei cittadini, l'operazione fallì e le forze partigiane si riorganizzarono. A luglio il gruppo partigiano venne ribattezzato Divisione Valtoce e il capitano Morello ebbe il ruolo di comandante di reparto nella III brigata. Giuseppe Burtone prese parte attivamente alla battaglia di Piedimulera e fu testimone dei fatti che portarono la liberazione di Domodossola un anno dopo l'armistizio. Il capitano Morello con i suoi uomini, dopo la liberazione di Domodossola, tornarono a Ornavasso per presidiare e organizzare la difesa del confine della Repubblica partigiana dell'Ossola. A metà Ottobre l'offensiva tedesca permise ai nazisti di riprendersi i territori liberati e Burtone fu costretto a espatriare in Svizzera attraverso il passo San Giacomo. Durante il raggiungimento del confine vi fu uno scontro con nazifasciti, i partigiani ebbero la meglio e catturarono tre nemici con l'idea di ucciderli, ma il capitano Morello si oppose e intimò "Non commentiamo atti di bestiale vendetta, non siamo animali, ma uomini: si sono arresi, lasciamo che entrino in Svizzera anche loro".
I partigiani che arrivarono in Svizzera vennero divisi in vari campi di internamento, a Giuseppe Burtone fu assegnato il compito di comandare un campo nei pressi di Herzogenbuchsee nel Cantone di Berna, ma in lui c'era la voglia di fuggire in Italia per ricongiungersi ai patrioti e continuare la lotta all'oppressore. Nel gennaio 1945 Burtone riuscì a ritornare in Italia e poté finalmente riunirsi ai propri uomini ad Ornavasso. In pochi mesi i partigiani organizzarono le offensive che portarono alla liberazione dell'Italia il 25 aprile. Il capitano Morello rimase a Milano per commemorare le vittime che combatterono fianco a fianco con lui partecipando il 3 maggio ai funerali dei fratelli Di Dio a Cremona.

### Il dopoguerra
L'iniziale volontà di Giuseppe Burtone fu di intraprendere un'attività imprenditoriale nella Val d'Ossola, ma il richiamo della famiglia fu talmente forte che a settembre ritornò nel suo paese natale. Al suo rientro ebbe un'accoglienza trionfale da una folla euforica e dalle autorità comunali, si venne a creare un corteo che si snodò lungo le vie del corso principale del paese sino al Municipio dove il capitano Morello tenne un discorso.
Riprese gli studi universitari e si laureò in Giurisprudenza nel novembre del 1947 a Catania dove iniziò a svolgere la propria attività di legale.

#### Politica
Negli anni del dopoguerra Burtone prese parte alla politica diventando il segretario del partito Democrazia Cristiana di Militello. Ricostruì il movimento diviso tra schieramenti di destra e di sinistra e riuscì a far vincere l'elezioni del 1956 all'avv. Baldanza e del 1962 a Matteo Oliva. Nel 1968 si dimise dall'incarico di segretario a seguito della nomina di vice-pretore onorario.

#### Attività professionale
Fu nominato direttore amministrativo dell'orfanotrofio "Gulinello Rizzo" e dell'ospedale "Basso Ragusa Mario" nel 1950. Tenne la carica di magistrato per 18 anni distinguendosi per il suo impegno, la sua disponibilità, il suo senso del rigore, ma anche per la sua clemenza. Meriti che furono riconosciuti anche dai vertici giudiziari di Catania e Caltagirone alla fine del suo mandato.

### Gli ultimi anni
Svincolato dagli impegni della magistratura, Burtone riprese a operare nel campo politico e sociale occupandosi dell'Associazione "Combattenti e Reduci"  e sostenne il figlio Giovanni Burtone nelle sue candidature politiche. Fu anche tra i promotori dell'Associazione "Siciliani nel mondo" organizzando incontri con le comunità dei emigranti siciliani. Infine, non mancò mai alle feste per l'anniversario della liberazione d'Italia: anche nel 2008 l'avvocato Burtone è stato in testa al corteo cittadino che ha celebrato, ai piedi della lapide che nel cortile del Palazzo di città li ricorda, i catanesi caduti per la libertà. 
Si spense il 26 Marzo del 2009 nella sua città natale.

## Vita privata
Il 25 ottobre 1952 sposò Angela Barresi da cui ebbe tre figli: Agata, Giovanni e Giusy.